# Place de Macédoine
La place de Macédoine (en macédonien Плоштад Македонија, Ploštad Makedonija) est la place centrale de Skopje, la capitale de la Macédoine du Nord. Elle couvre 18 500 m2, ce qui en fait la plus vaste place du pays.

## Situation
La place de Macédoine se trouve sur la berge sud du Vardar et elle est orientée sur un axe sud-ouest, en direction du mont Vodno qui surplombe la ville. La plupart des rues du centre-ville rejoignent la place, mais elle est interdite à la circulation. Au sud, elle est prolongée par la rue de Macédoine, qui est la principale artère piétonne de Skopje. Au nord, elle s'ouvre sur le Pont de pierre, qui permet de rejoindre la rive nord du Vardar et le Vieux bazar.

## Histoire

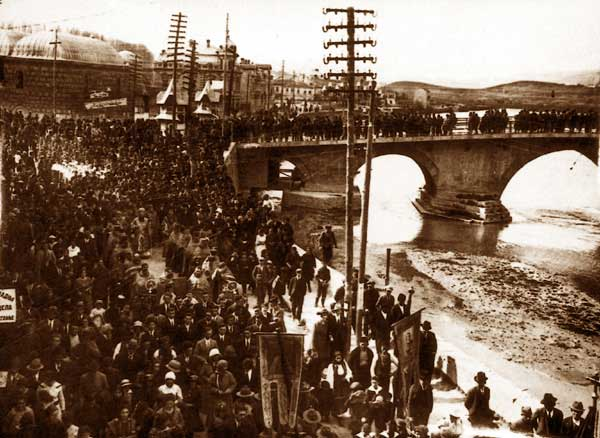
Célébration de l'Épiphanie sur la place au début des années 1920. La mosquée Burmali est visible au fond à gauche.

La place a été aménagée après la Première Guerre mondiale, lorsque la Macédoine faisait partie du royaume des Serbes, Croates et Slovènes, devenu royaume de Yougoslavie en 1929. Avant 1912, Skopje faisait encore partie de l'Empire ottoman, et son paysage urbain était resté très oriental. La rive sud du Vardar, sur laquelle la place est située, était beaucoup moins construite que la rive nord, où se trouvait le bazar.
Cependant, l'espace occupé par la place de Macédoine était déjà un pôle névralgique, puisqu'il se trouvait au bout du Pont de pierre, qui était le seul point de franchissement du Vardar. Une mosquée du XVe siècle, la mosquée Burmali, se trouvait par ailleurs à droite du pont, soit à l'angle nord de la place actuelle.

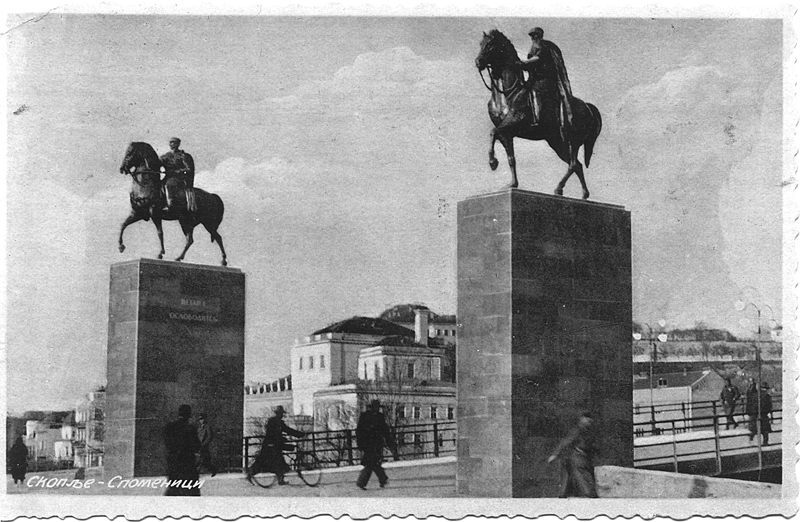
Statues équestres de Pierre Ier de Serbie et d'Alexandre Ier de Yougoslavie présentes de chaque côté du pont jusqu'en 1941.

La place reçoit son aspect actuel pendant les années 1920. La plupart des bâtiments de l'époque ottomane sont alors détruits puis remplacés par des monuments de style occidental. Ainsi, la mosquée Burmali est détruite en 1925 pour faire place au Cercle des Officiers. D'autres édifices comme la Banque nationale et le palais Ristiḱ sont construits avant la Seconde Guerre mondiale.
Pendant l'époque socialiste, la place est renommée en place du Maréchal Tito (Плоштад Маршал Тито). À l'époque, les villes et les villages yougoslaves donnaient généralement ce nom à leur plus grande rue ou place.

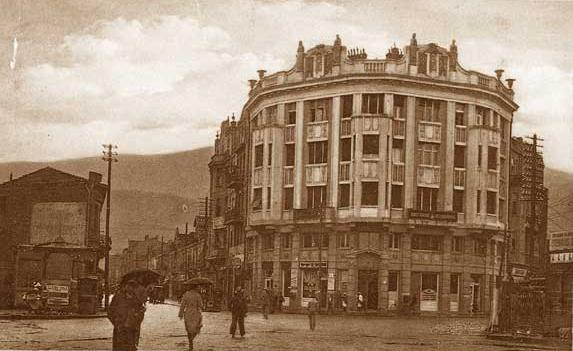
Le palais Ristiḱ dans les années 1920.

Lors du tremblement de terre de 1963 plusieurs immeubles qui bordaient la place sont détruits. Le séisme a notamment fait disparaître le Cercle des Officiers et la Banque nationale. Ces deux monuments ne sont pas reconstruits et leur emplacement reste vide, ce qui permet à place de s'agrandir.
La place de Macédoine est souvent investie par les manifestations politiques et elle a connu quelques événements importants, comme la proclamation de l'indépendance en 1991, par le président Kiro Gligorov.

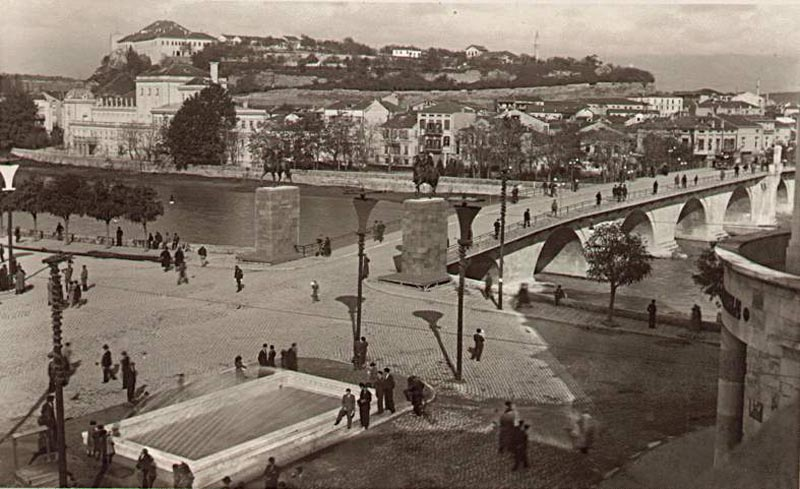
Vue d'ensemble de la place depuis la Banque nationale avant la Seconde Guerre mondiale.

À la fin des années 2000, les autorités ont projeté la reconstruction de plusieurs monuments emblématiques de Skopje qui avaient été détruits par le tremblement de terre. La place de Macédoine devait ainsi retrouver le Cercle des Officiers. En 2009, le gouvernement a finalement annoncé un plan d'urbanisme beaucoup plus important, appelé Skopje 2014, prévoyant la construction de statues, de musées, d'hôtels, de ministères... à travers le centre-ville.

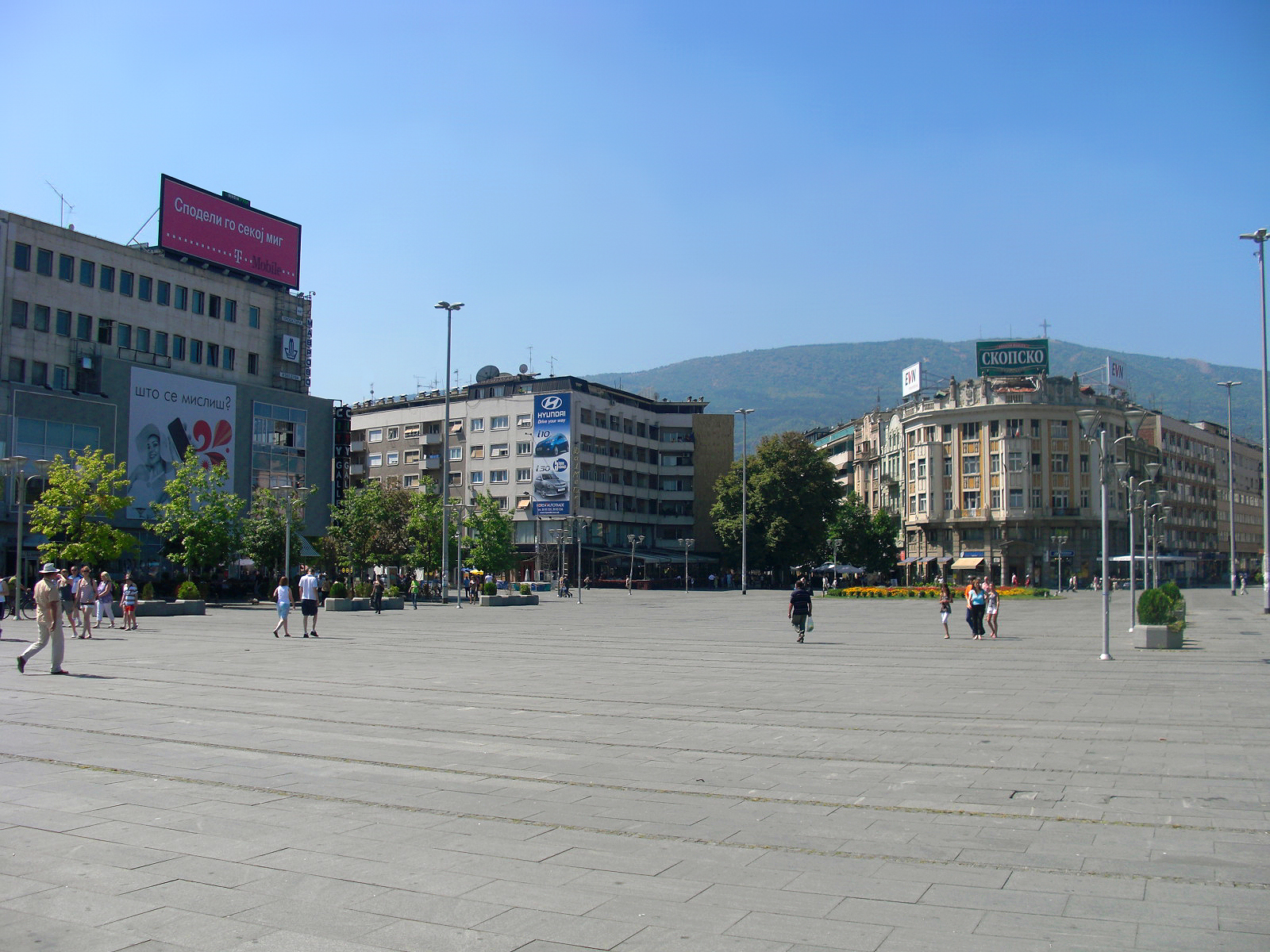
La place en 2008, avant les modifications de Skopje 2014.

La place de Macédoine, en tant que centre névralgique de la ville, a été particulièrement bouleversée par Skopje 2014. Ainsi, un immeuble a été construit à l'emplacement de la Banque nationale disparue en 1963, un hôtel Marriott a vu le jour, un pavillon néoclassique a été construit et de nombreuses statues ont été disposées sur la place. En son centre, elle est désormais ornée par la Statue du guerrier à cheval, qui évoque Alexandre le Grand et fait 22 mètres de haut. Plusieurs autres statues, moins massives, représentent quelques figures de l'histoire macédonienne, comme Goce Delčev ou Metodija Andonov-Čento. Afin de correspondre à l'ambiance historiciste des nouvelles constructions, deux immeubles en béton bordant la place ont été remodelés dans un style baroque. Le Cercle des Officiers, qui n'a toujours pas vu le jour, doit aussi être accompagné par un deuxième hôtel,.
Par ailleurs, la reconstruction du Cercle des Officiers a entraîné un vif débat entre les autorités et l'importante minorité albanaise de la ville. Celle-ci souhaitait en effet la reconstruction de la mosquée Burmali, qui avait été détruite pour construire le Cercle. La reconstruction de la mosquée était aussi revendiquée parce que Skopje 2014 prévoyait à l'origine la construction d'une église sur la place. Les Albanais, majoritairement musulmans, souhaitaient donc obtenir une certaine égalité. L'église a finalement été construite dans un lieu plus discret, situé le long de la rue de Macédoine,.

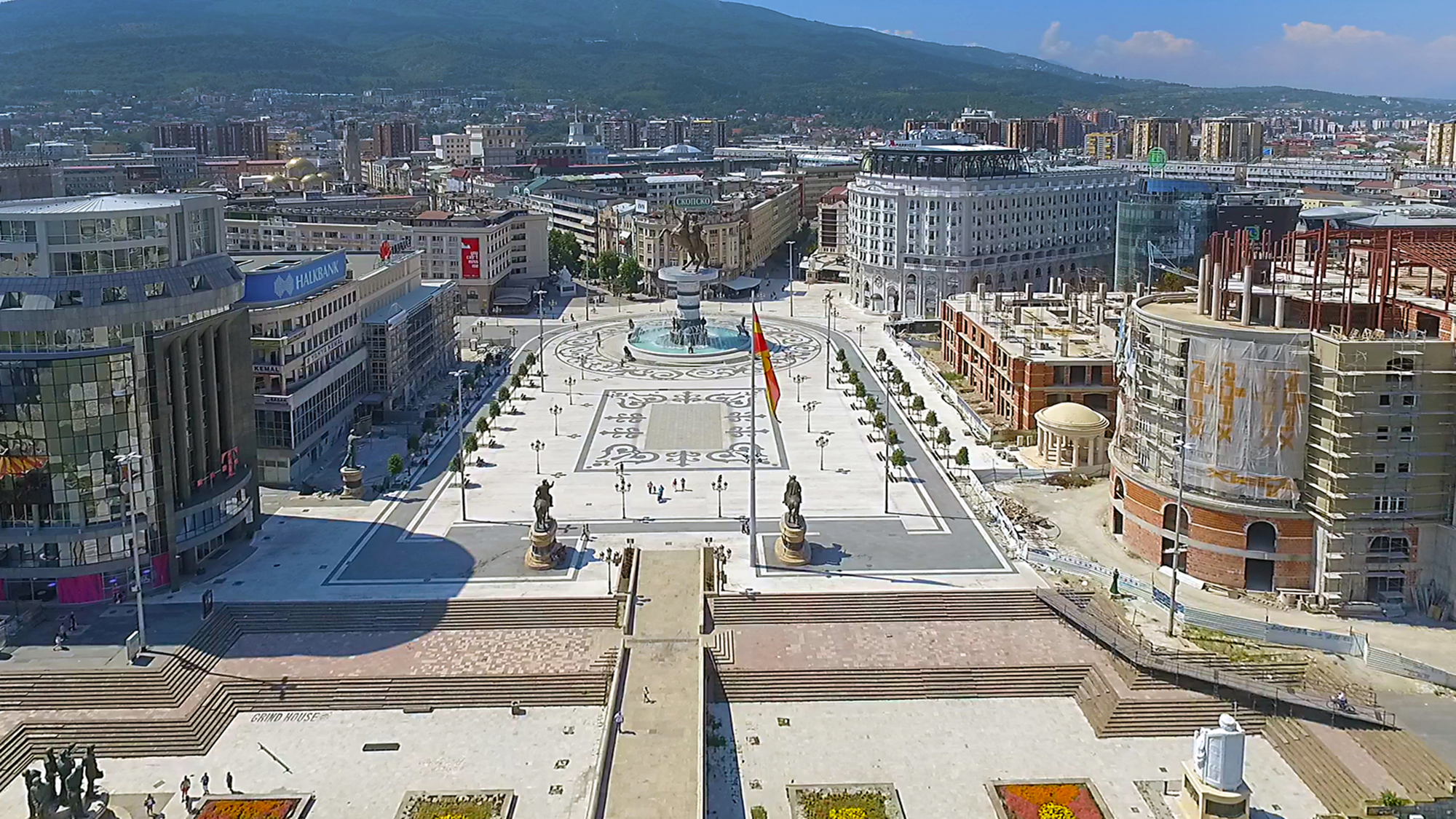
Vue aérienne de la place de Macédoine, en octobre 2018.

## Monuments et sites

### Immeubles

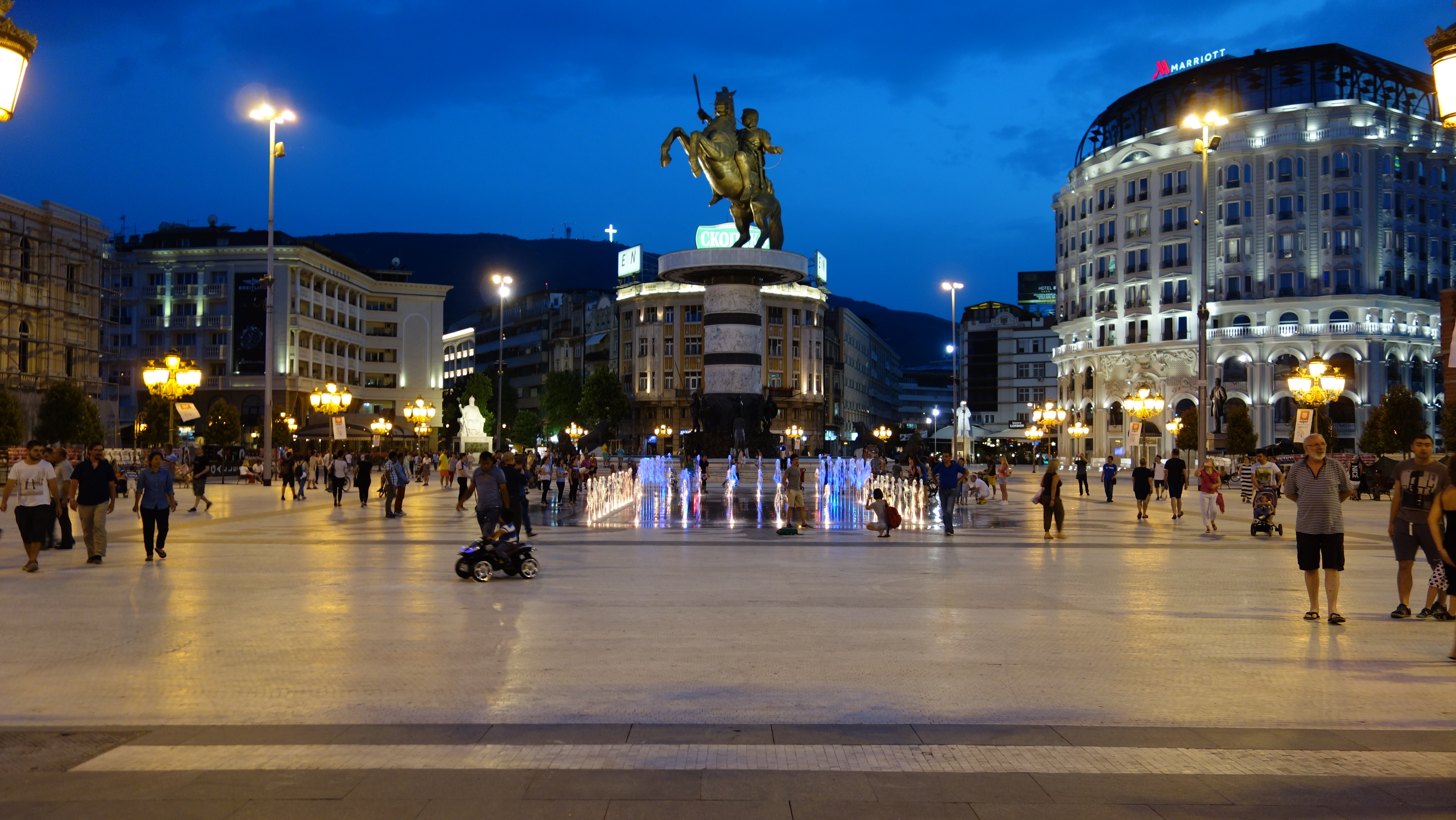
Vue de nuit

En partant du Pont de pierre et en longeant la place dans le sens des aiguilles d'une montre, il y a :

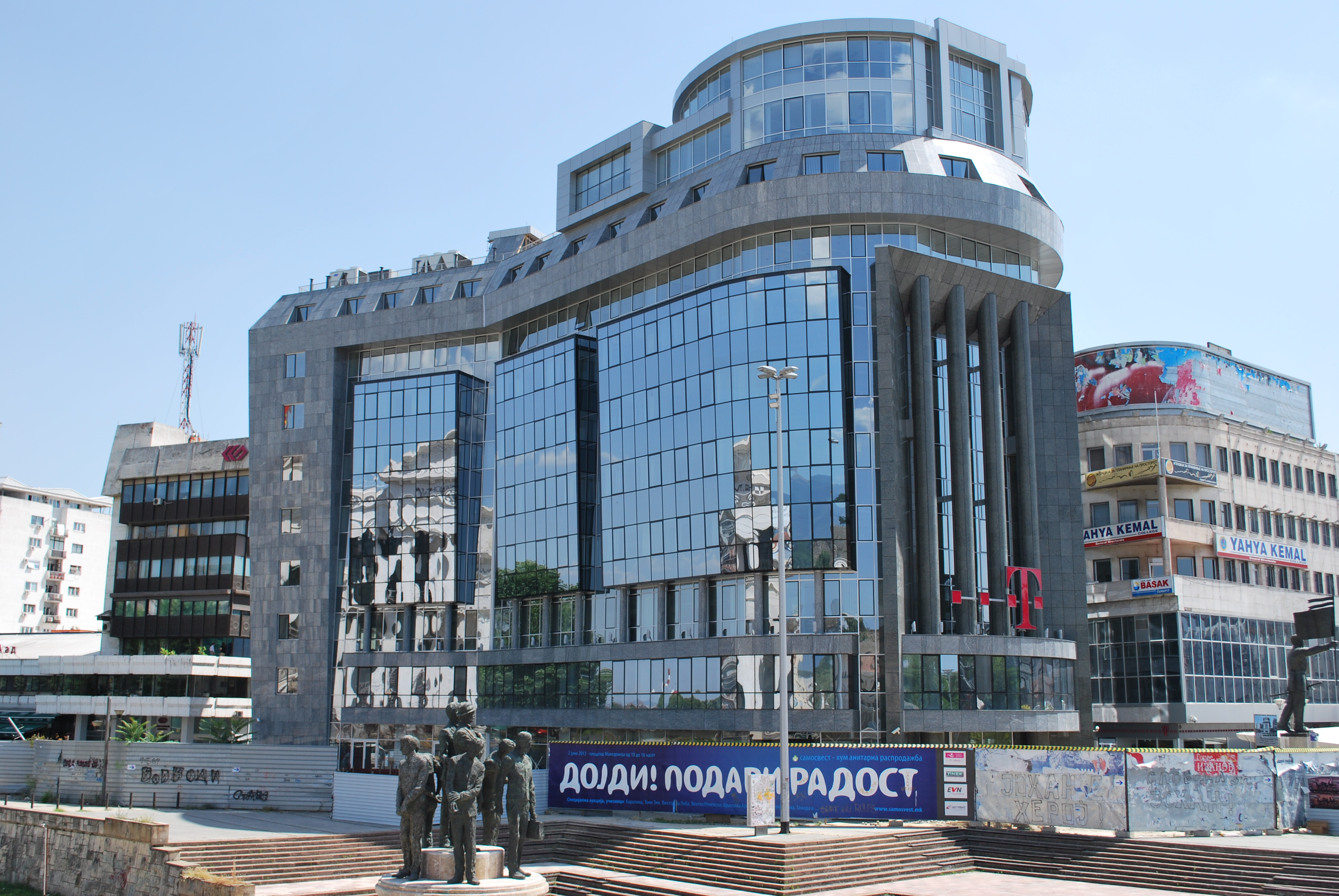
Le siège de Makedonski Telekom. L'immeuble Metropol se trouve sur la droite.

- Le siège de Makedonski Telekom, qui se trouve à l'emplacement de la Banque nationale détruite en 1963. Il s'agit d'un des rares éléments de Skopje 2014 construits dans un style contemporain. Au départ, les autorités projetaient une reconstruction à l'identique de la banque, mais elles ont finalement opté pour une réinterprétation en verre et en acier. La principale caractéristique de la banque (sa façade à colonnes surmontée d'une petite tour) est clairement déchiffrable dans l'immeuble actuel. Le bâtiment a été inauguré en 2012.

- L'immeuble appelé Metropol (Метропол) est le premier immeuble de Skopje de style moderniste. Il a été édifié en 1933, d'après des plans du Serbe Milan Zloković. Il est représentatif de l'école moderniste active à l'époque du royaume de Yougoslavie, et il est surtout remarquable pour son angle arrondi qui se prolonge par des balcons carrés[6]. Le centre-commercial City Gallery (Сити Галери), plus récent, est mitoyen du Metropol et sa façade est recouverte d'écrans publicitaires. Les deux immeubles doivent être redessinés dans un style baroque pour être en adéquation avec les autres réalisations de Skopje 2014[7].

- L'immeuble Pelister, qui forme l'angle entre les rues du 11-Octobre et de Macédoine, est un immeuble résidentiel en béton construit après la Seconde Guerre mondiale dans un style moderniste. Il a survécu au séisme de 1963. Sa façade a été entièrement refaite en 2012, dans le cadre de Skopje 2014. Les travaux ont fait disparaître toute trace de béton, et l'immeuble possède désormais une façade baroque à balcons[8].

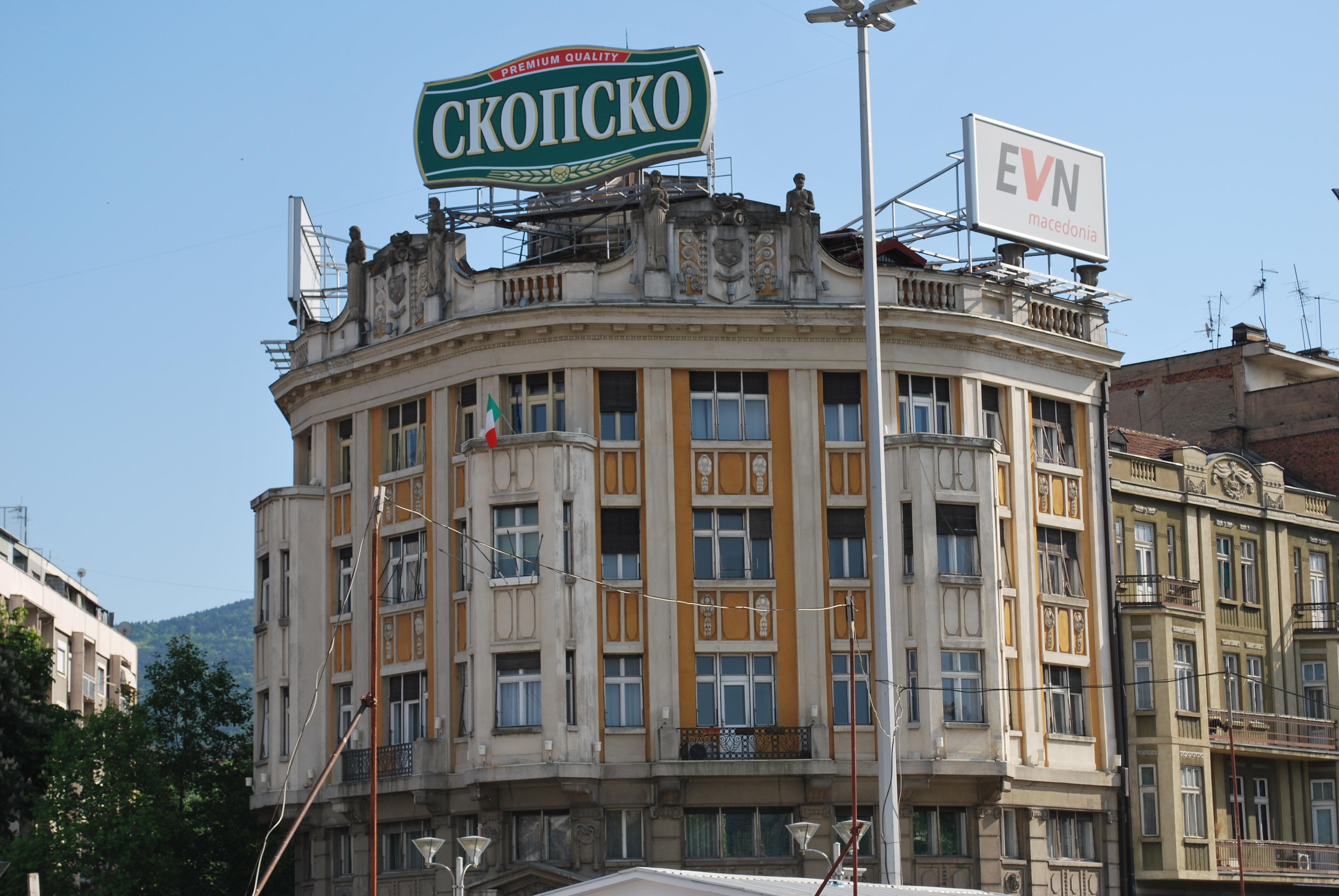
Le palais Ristiḱ et son emblématique panneau publicitaire pour la bière Skopsko.

- Le palais Ristiḱ (Ристиќева палата), situé à l'angle des rues de Macédoine et Nikola Vaptsarov, est l'un des immeubles les plus emblématiques de la place. Il a été construit en 1926 dans le style académique alors en vogue en Yougoslavie et visible sur d'autres façades de la ville. Les plans ont été dessinés par Dragutin Maslać, tandis que les sculptures sont l'œuvre de Danilo Stanković. Ces deux Serbes ont travaillé pour le compte de la famille Ristić, qui était elle-même originaire de Serbie. L'édifice est un témoin important de l'entre-deux-guerres à Skopje, car il évoque les styles propres à cette époque ainsi que l'opulence des bourgeois serbes venus s'installer en Macédoine après la fin de la domination ottomane. Deux édifices de la même époque sont mitoyens du palais : la Maison des Ikonomov, de 1922, sur la rue de Macédoine, et la Maison des Todorov, de 1927, sur la rue Nikola Vaptsarov. Le palais Ristiḱ sert aujourd'hui de bureaux[9]. Son ascenseur d'origine, le premier installé à Skopje, est exposé au musée de la ville de Skopje depuis 2011[10].

- L'immeuble Trend, situé à l'angle de la rue Nikola Kljusev, date des années 1930. Le bâtiment mitoyen, de taille similaire, n'a pas survécu au séisme de 1963 et il a été reconstruit après la catastrophe. Tout comme pour l'immeuble Pelister, sa façade a été entièrement refaite en 2012 dans le cadre de Skopje 2014, afin qu'il ait un style proche du Trend[8].

- L'hôtel Marriott, qui contient 180 chambres, possède une façade baroque, comme la plupart des éléments de Skopje 2014. Son ouverture est initialement prévue début 2013, mais il est finalement livré en 2016[11].

- À droite du Marriott, un autre hôtel doit voir le jour. Il est en cours de construction dans un style baroque, mais aucune date de fin de travaux.

- Le Cercle des Officiers est en cours de réalisation par le même entrepreneur que le deuxième hôtel. Il s'agit d'une reconstitution fidèle du monument disparu en 1963 et servira aux grandes cérémonies de la municipalité.

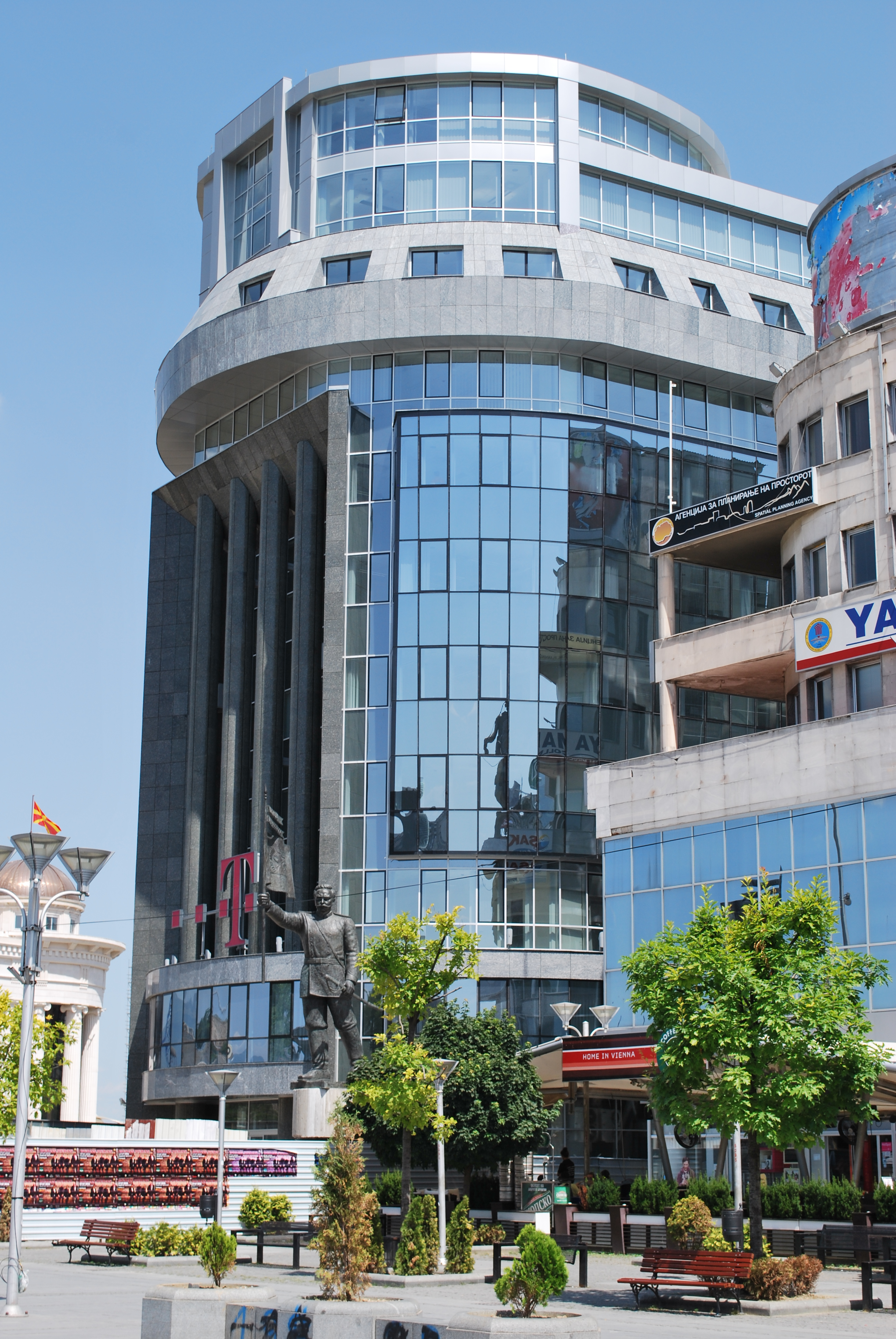
Le siège de Makedonski Telekom.
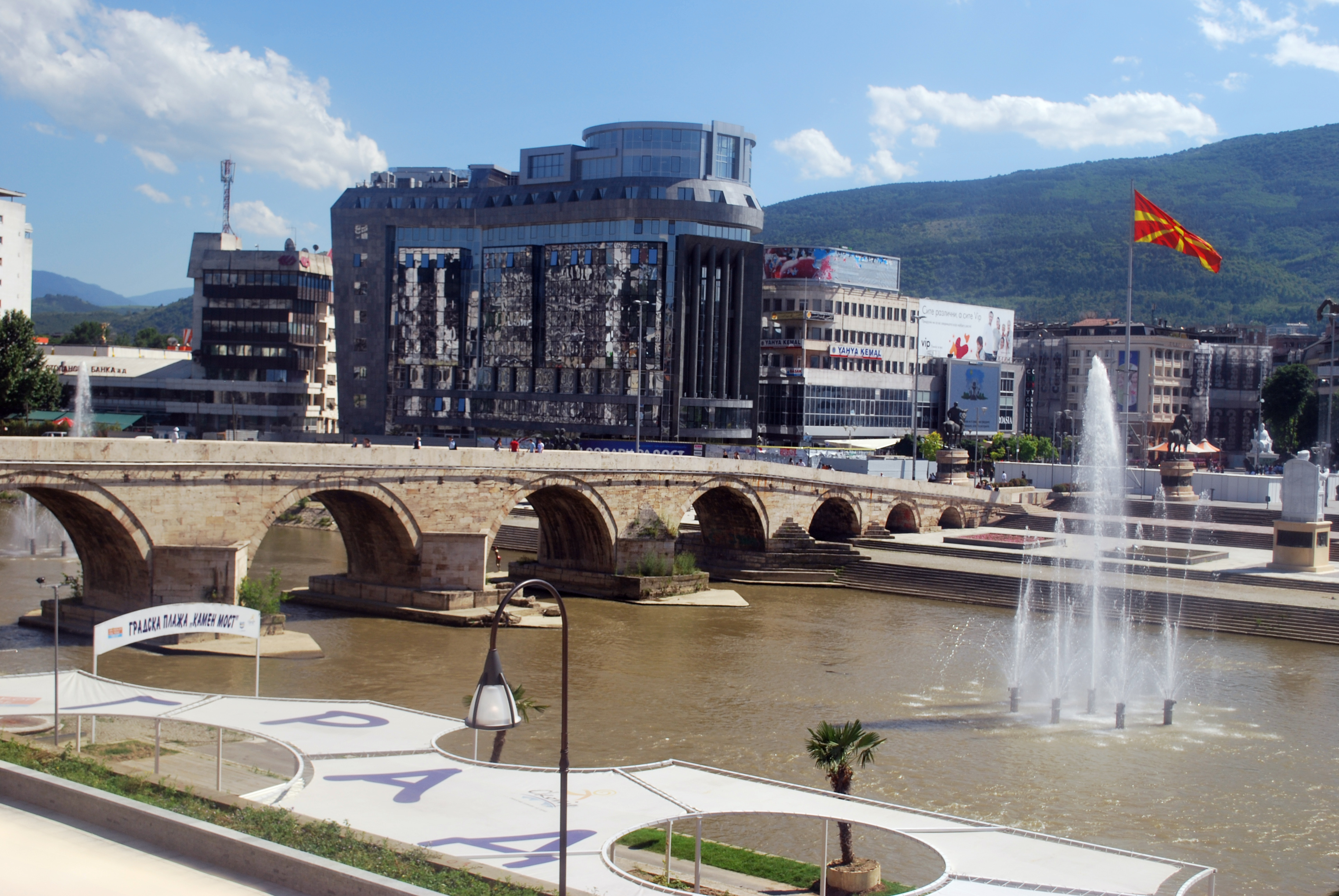
Le siège de Makedonski Telekom vu depuis la rive nord du Vardar.
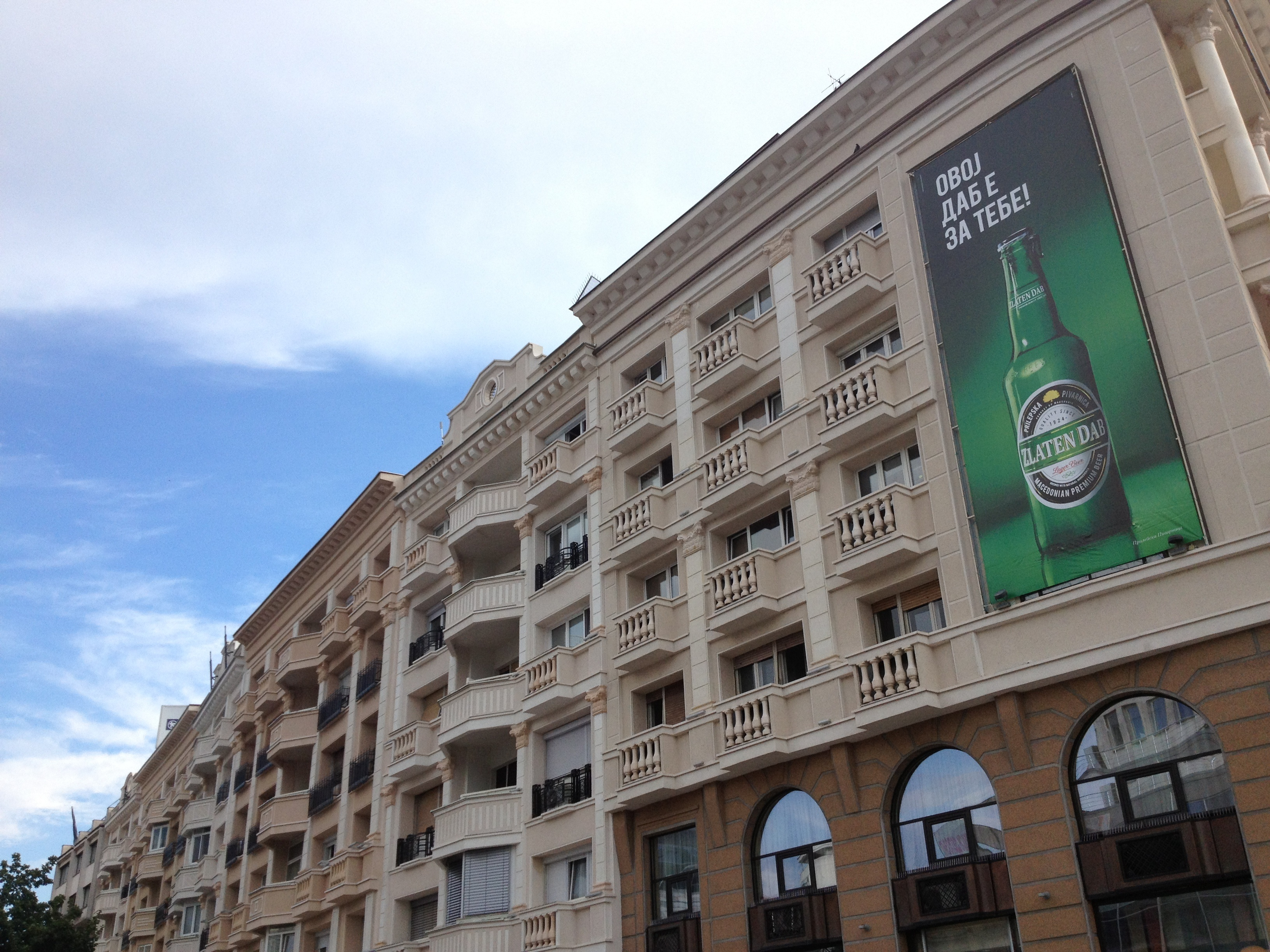
L'immeuble Pelister.
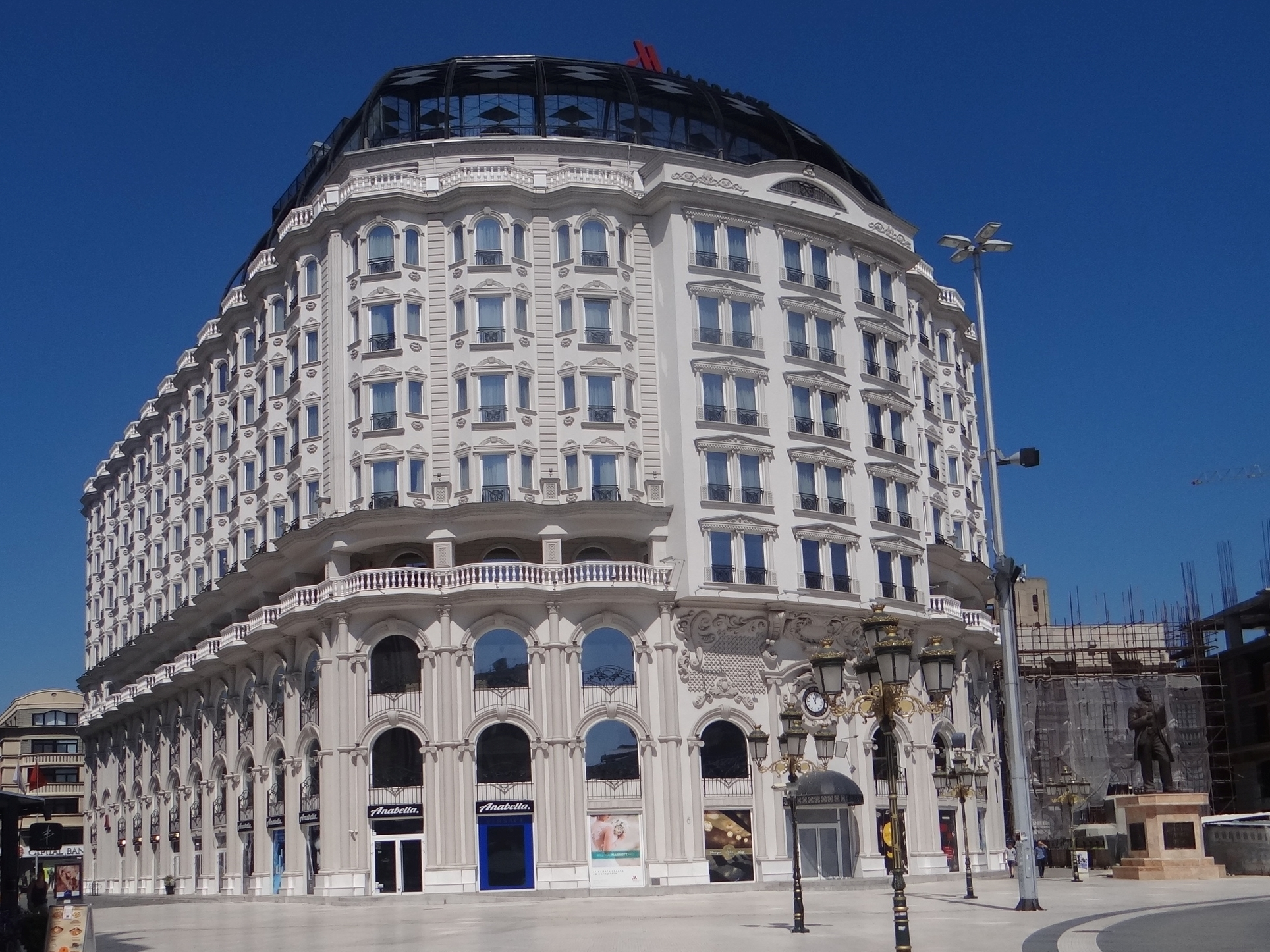
L'hôtel Marriott.
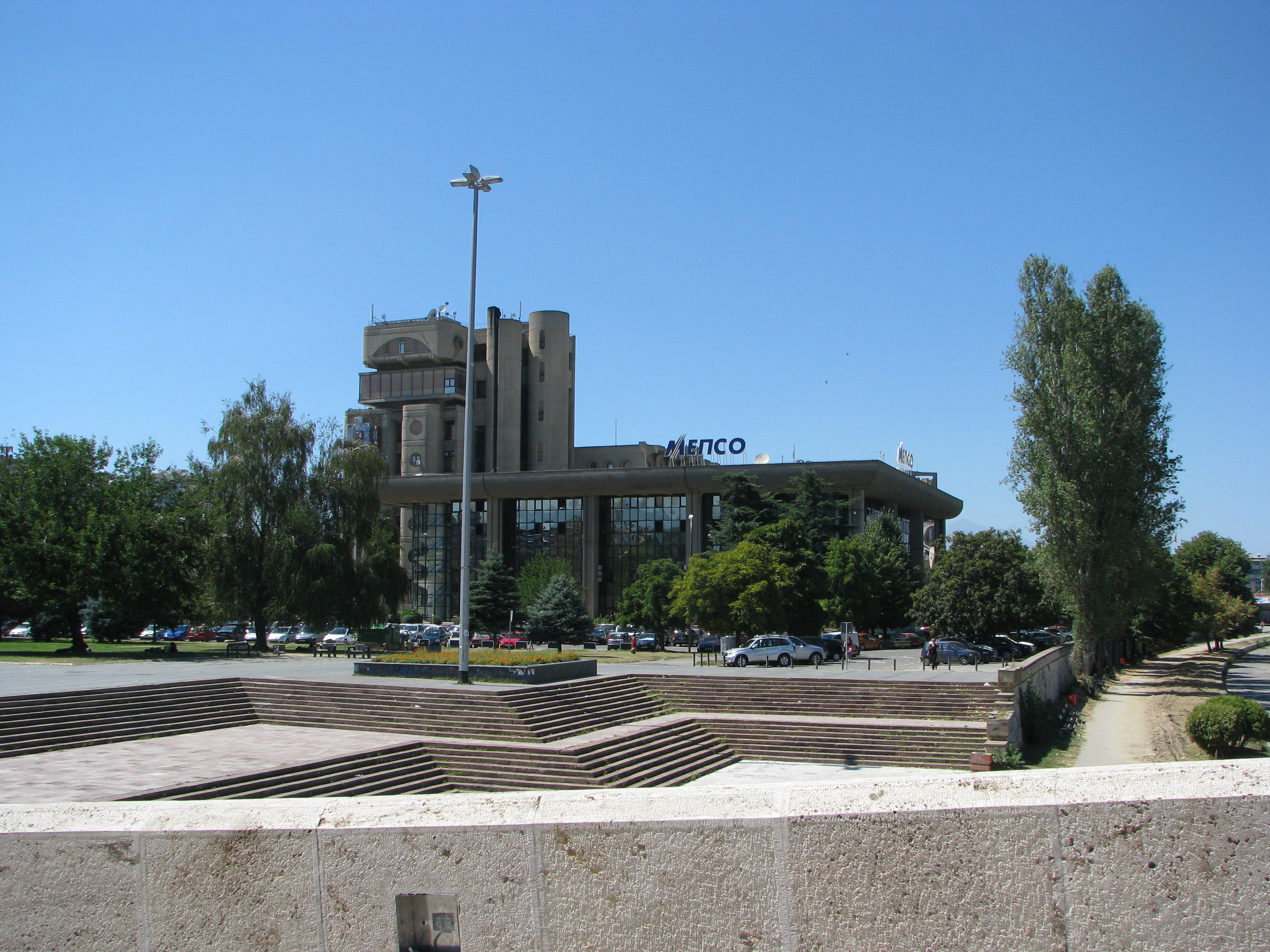
Emplacement du futur hôtel et du Cercle des Officiers.

### Statues

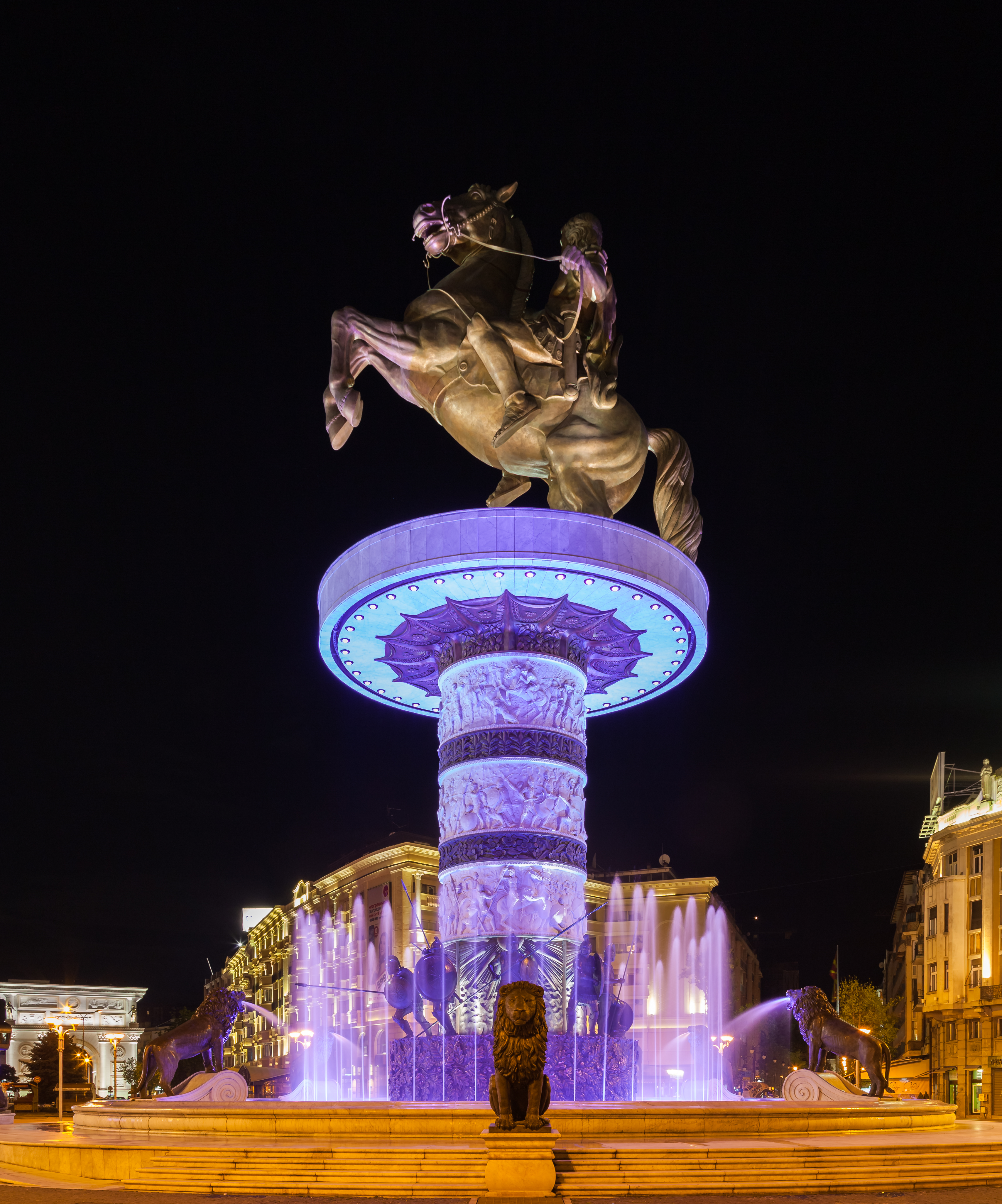
Statue du guerrier à cheval.
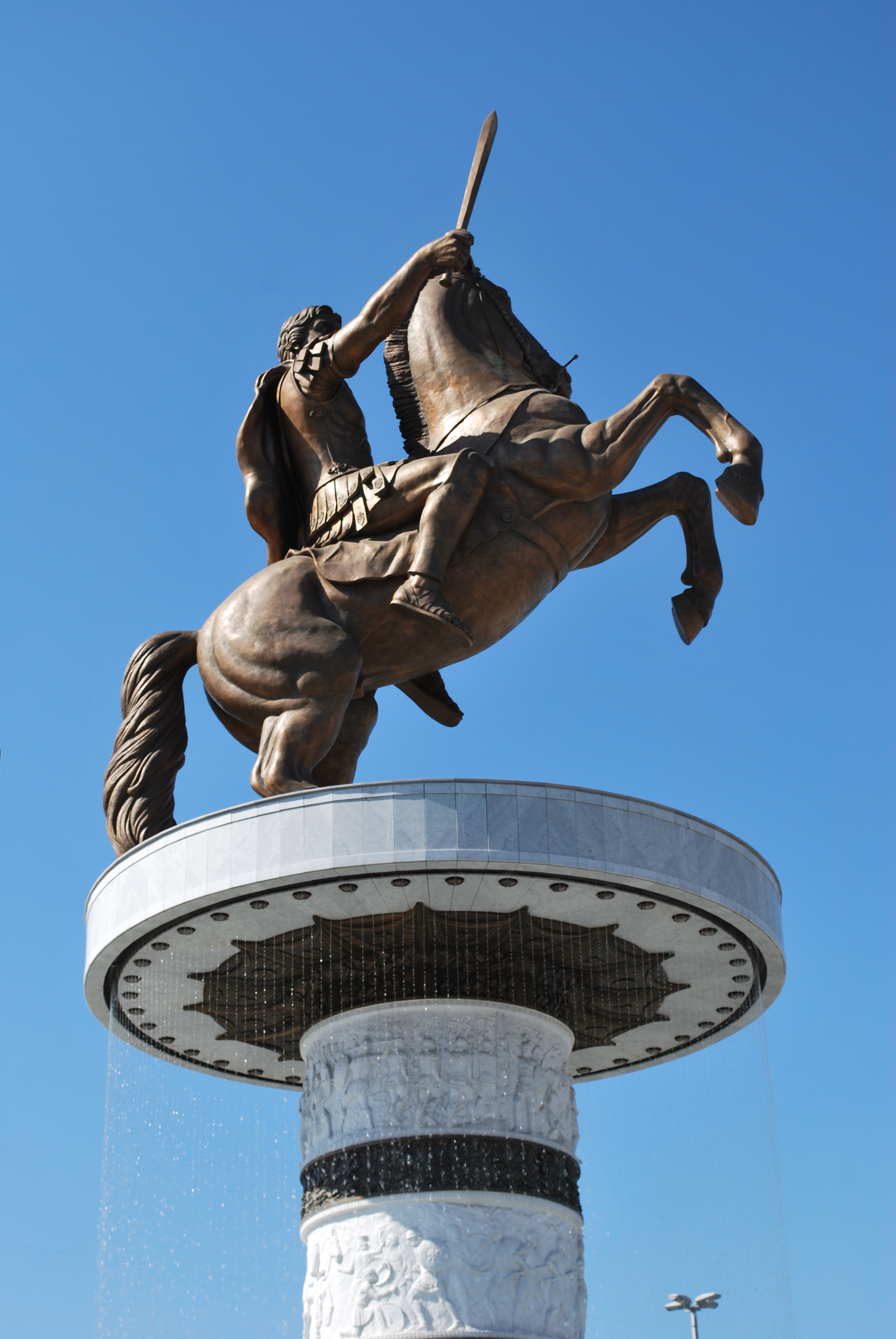
Statue du guerrier à cheval.
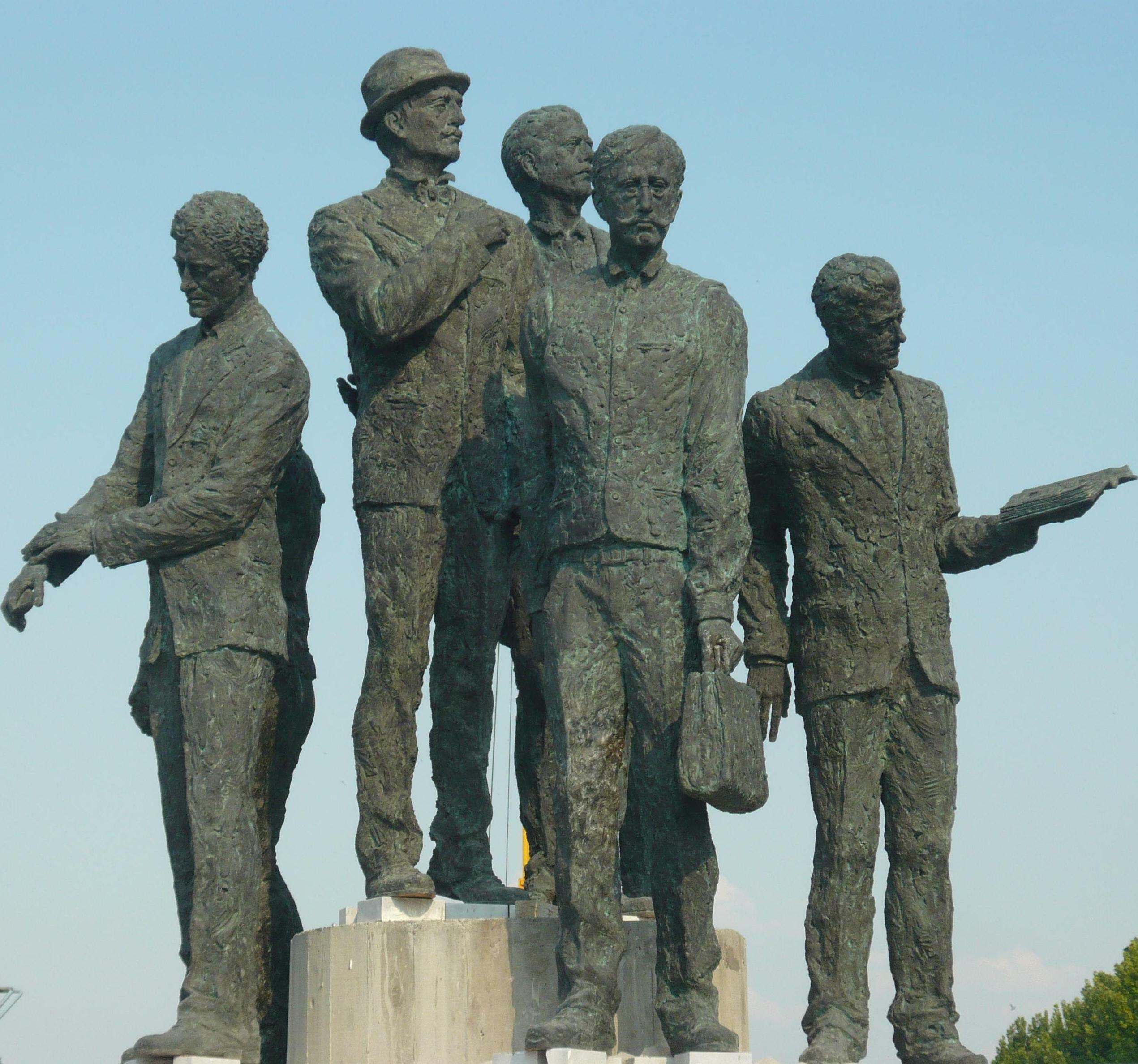
Monument des Bateliers de Thessalonique.
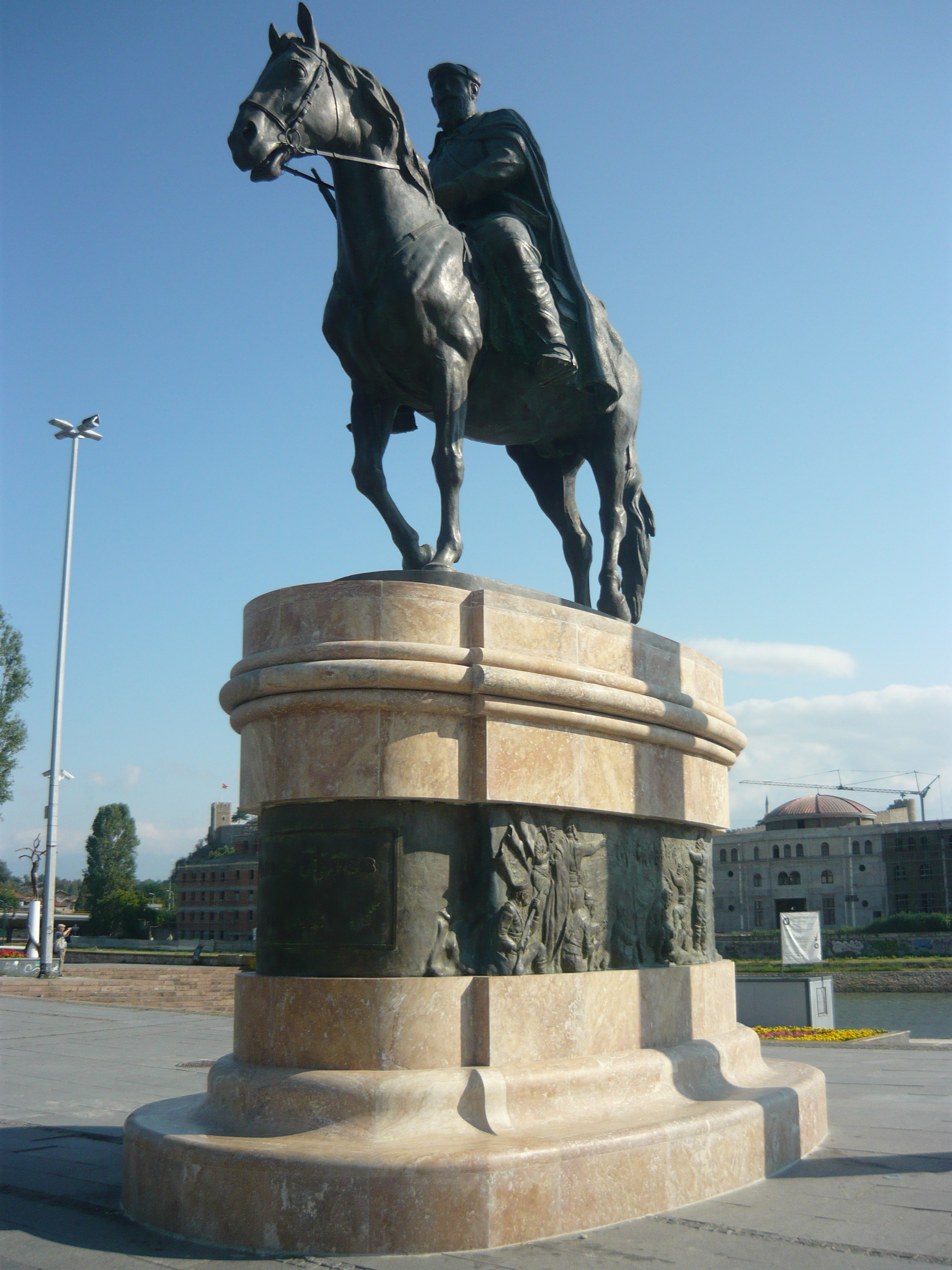
Statue de Damé Grouev.
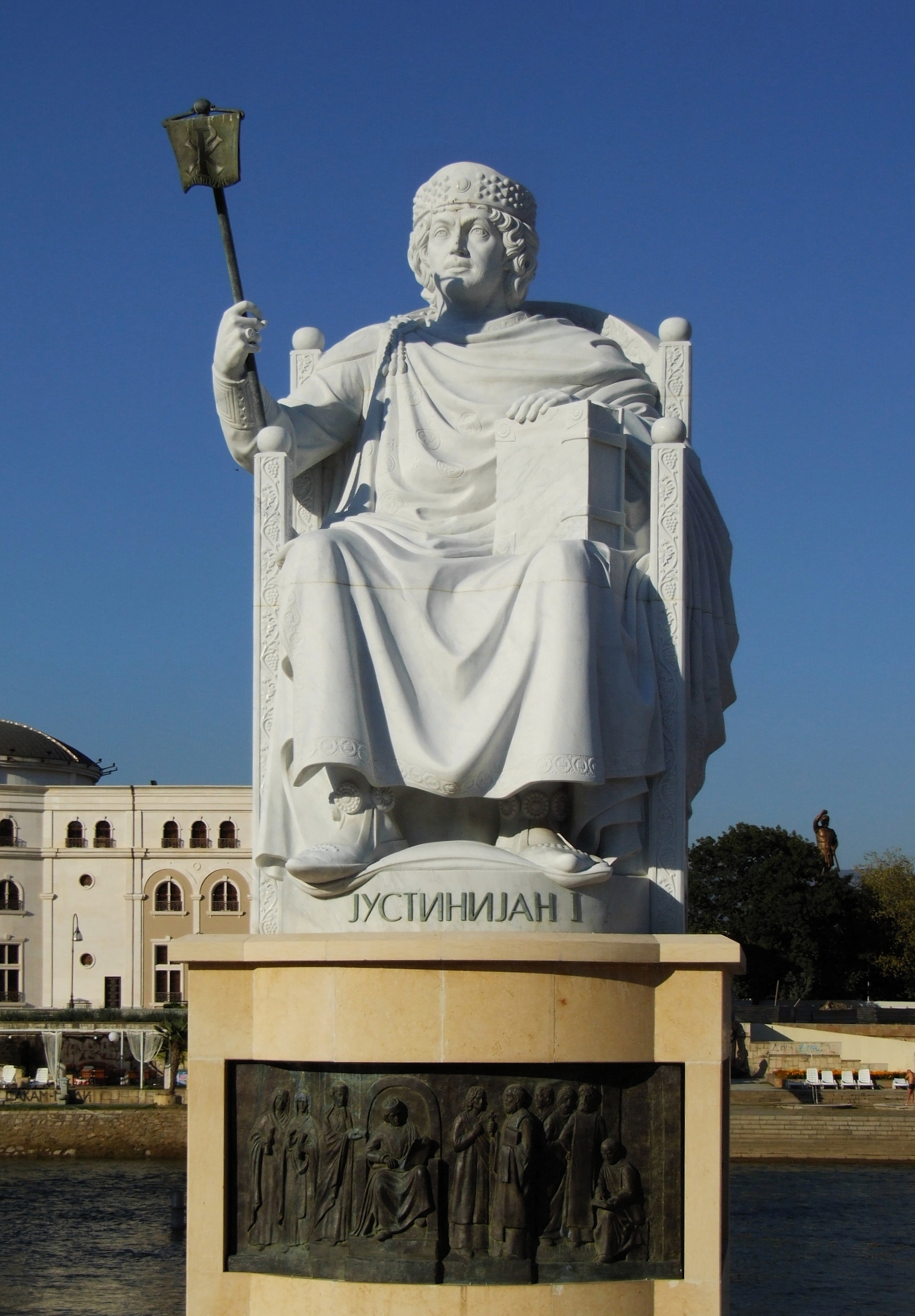
Statue de Justinien.
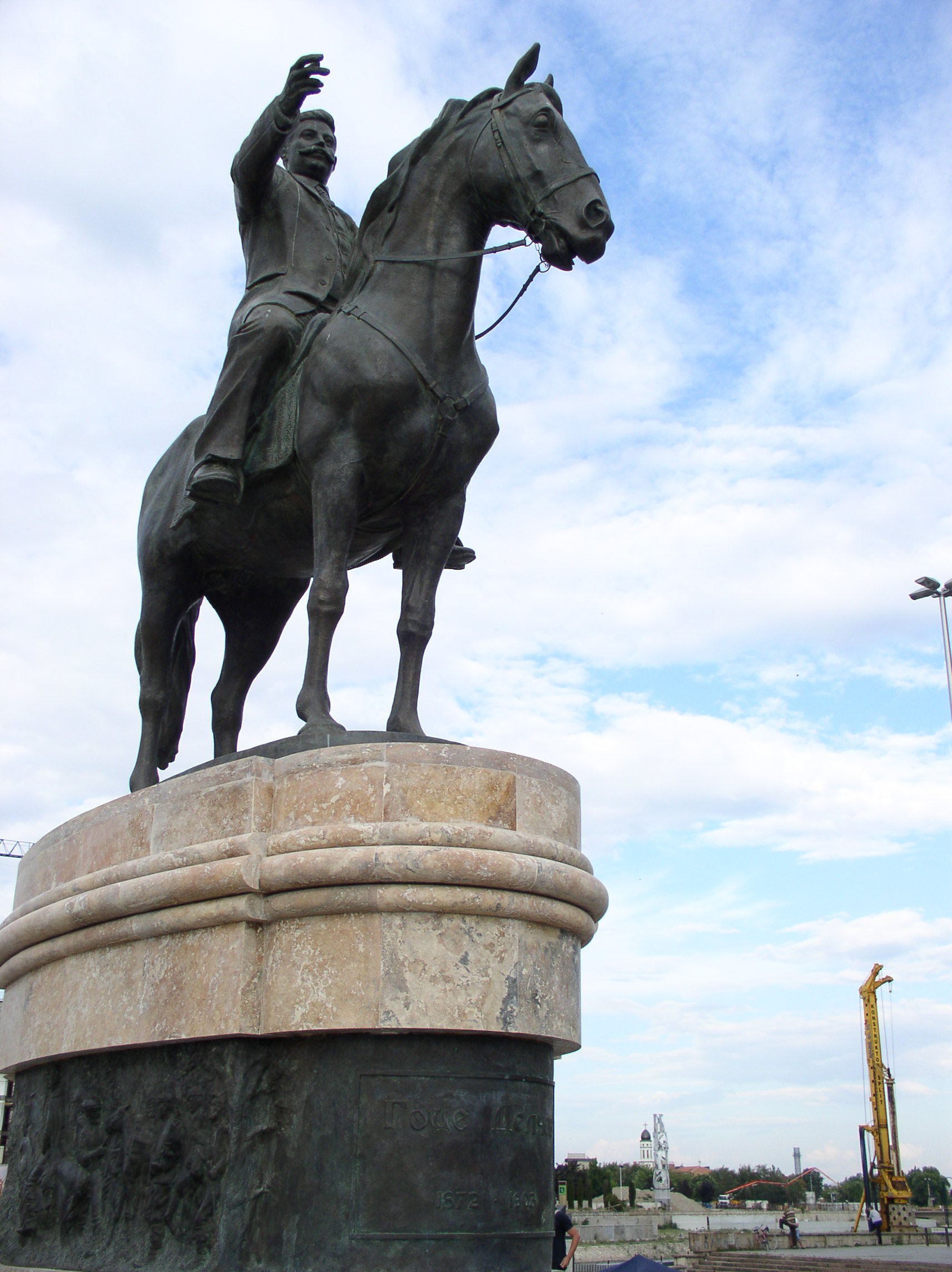
Statue de Goce Delčev.
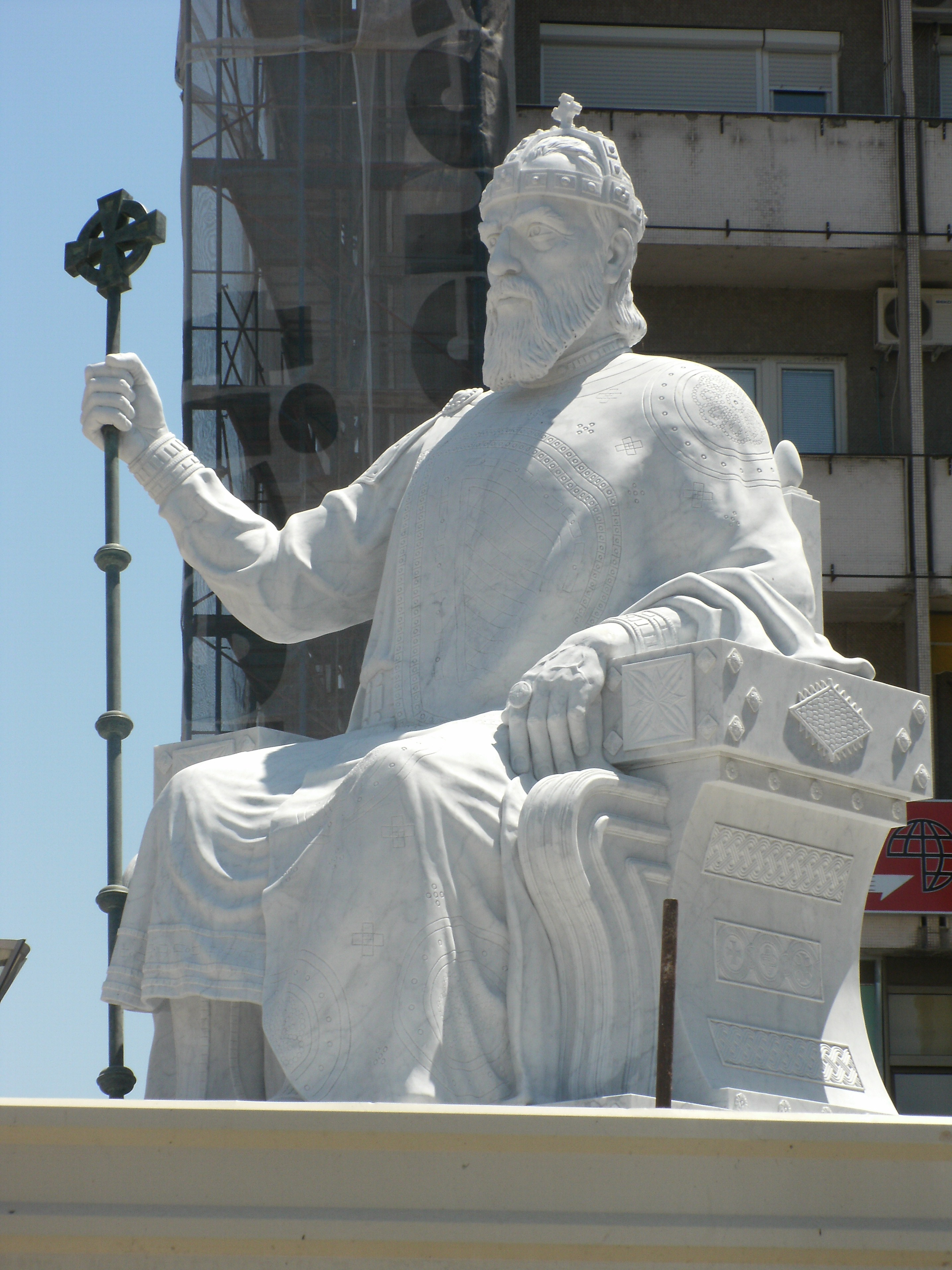
Statue de Samuel Ier de Bulgarie.
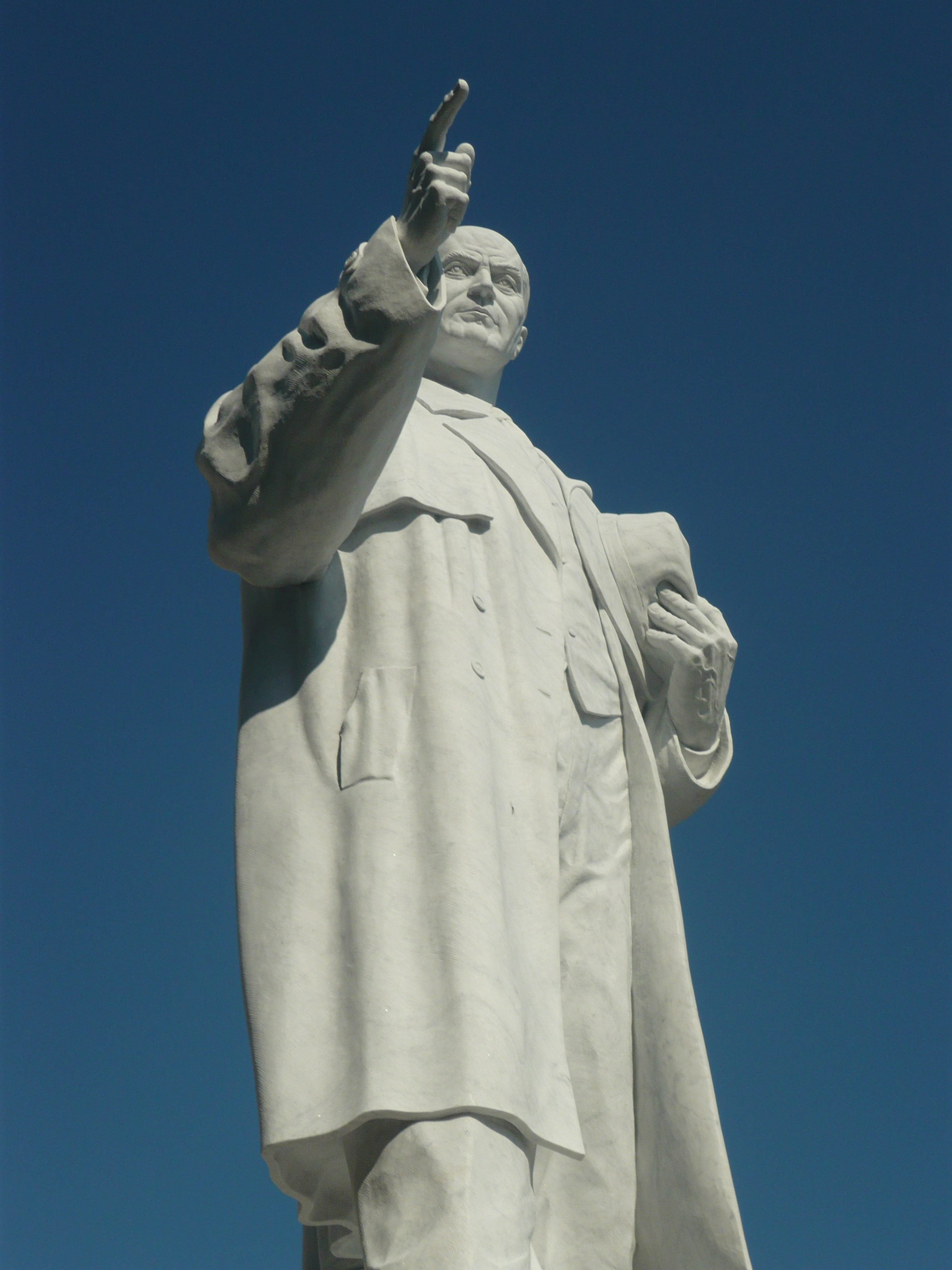
Statue de Metodija Andonov-Čento.
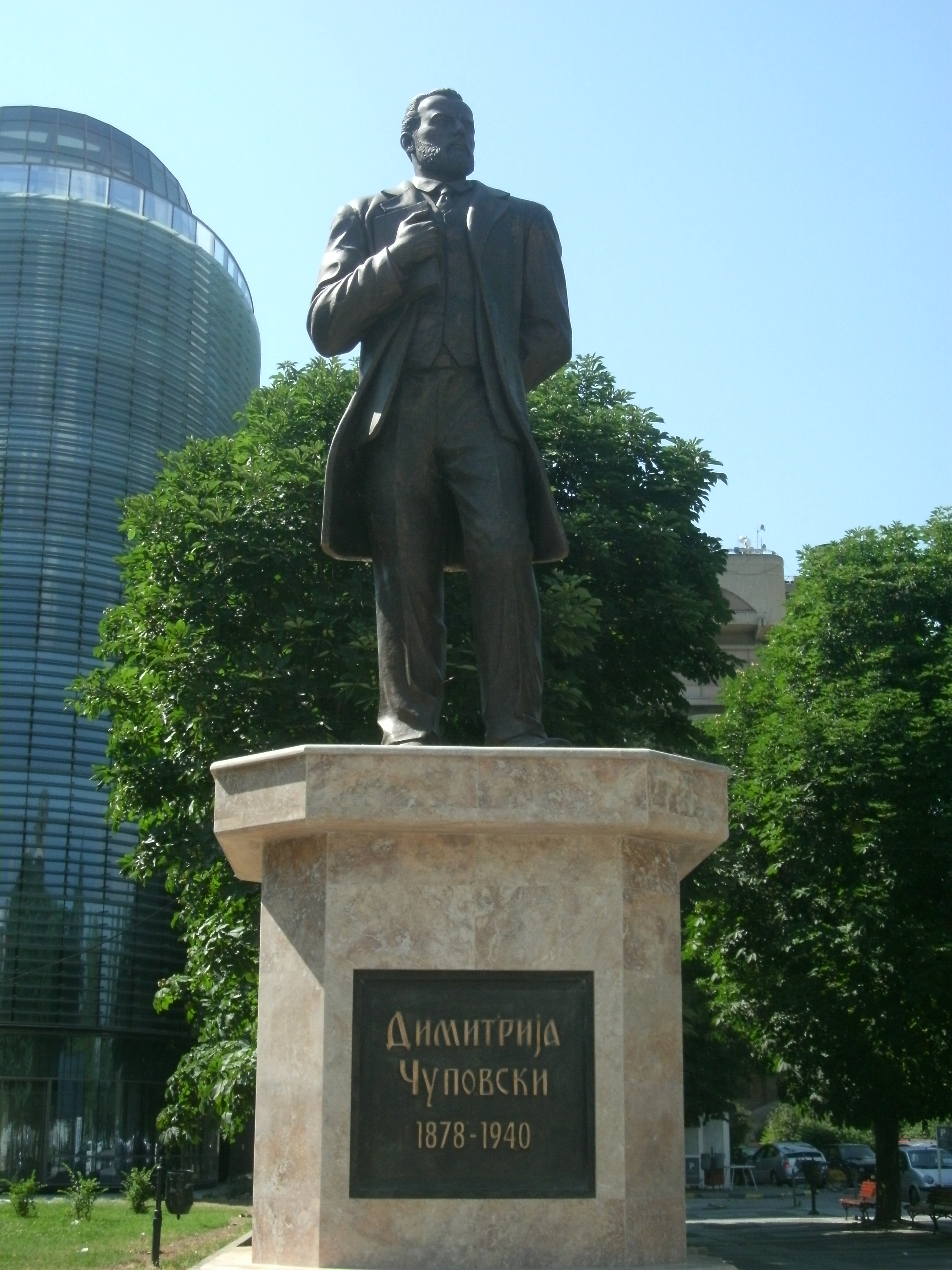
Statue de Dimitrija Čupovski.
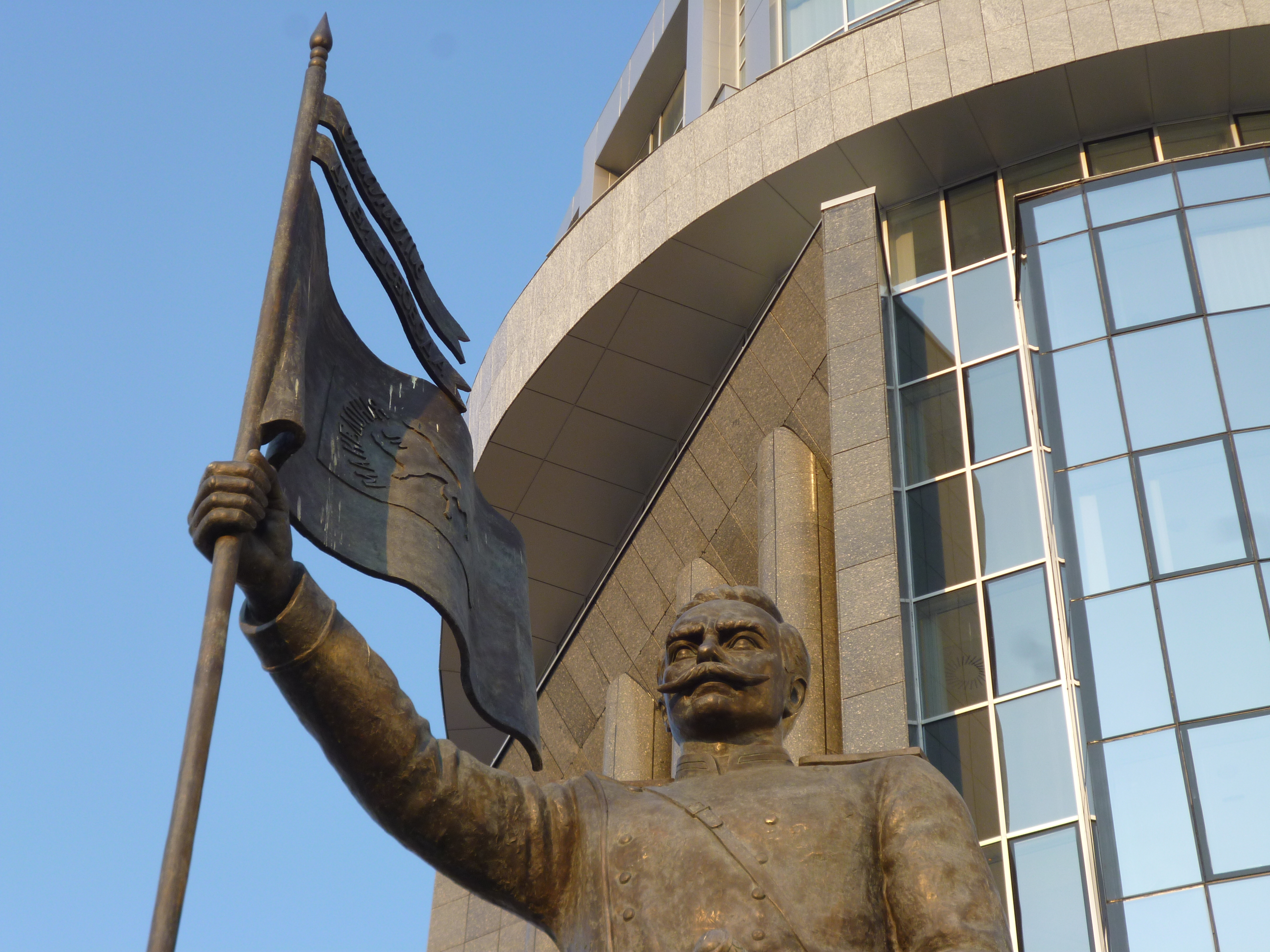
Dimitar Pop-Georgiev.
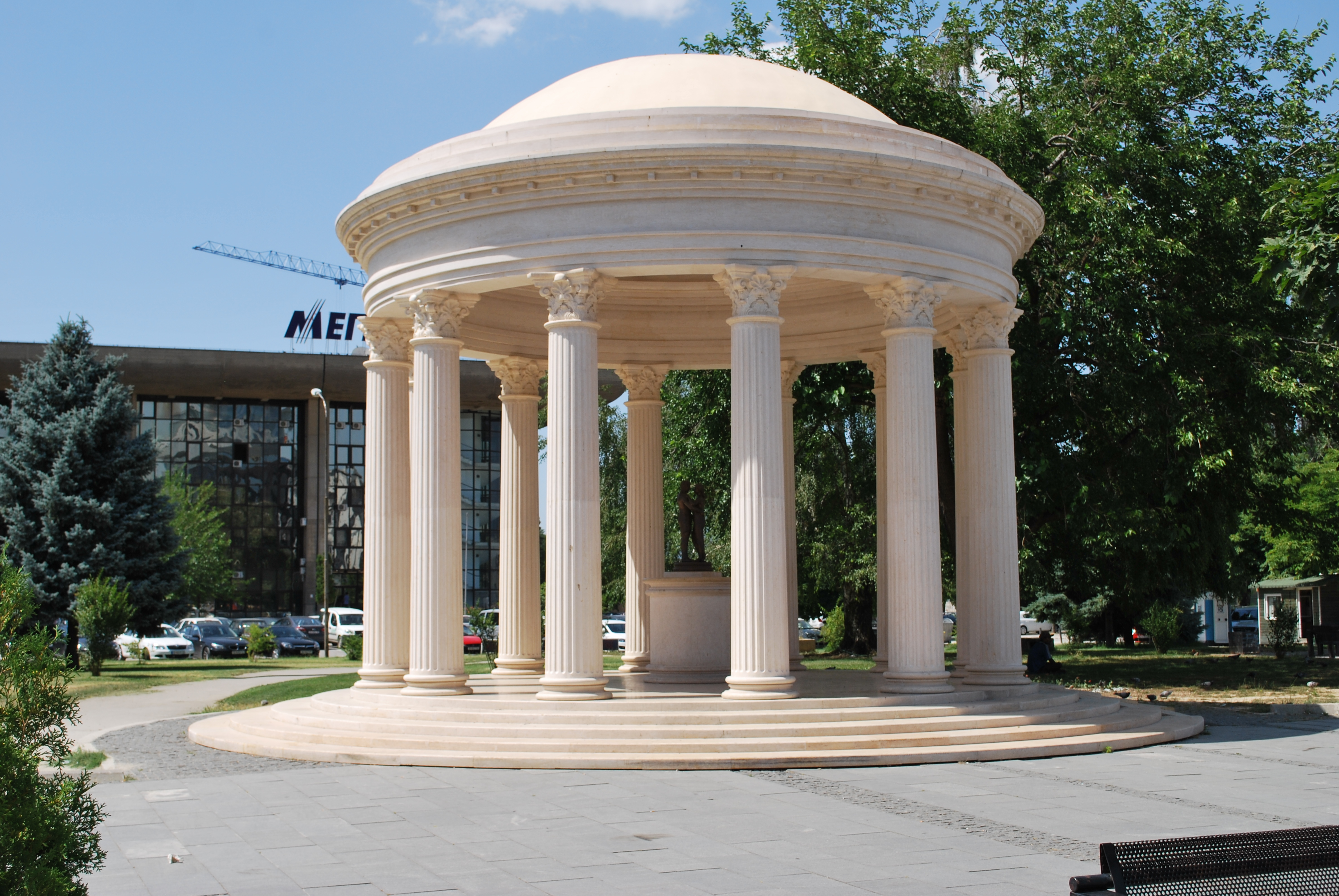
Le Pavillon.
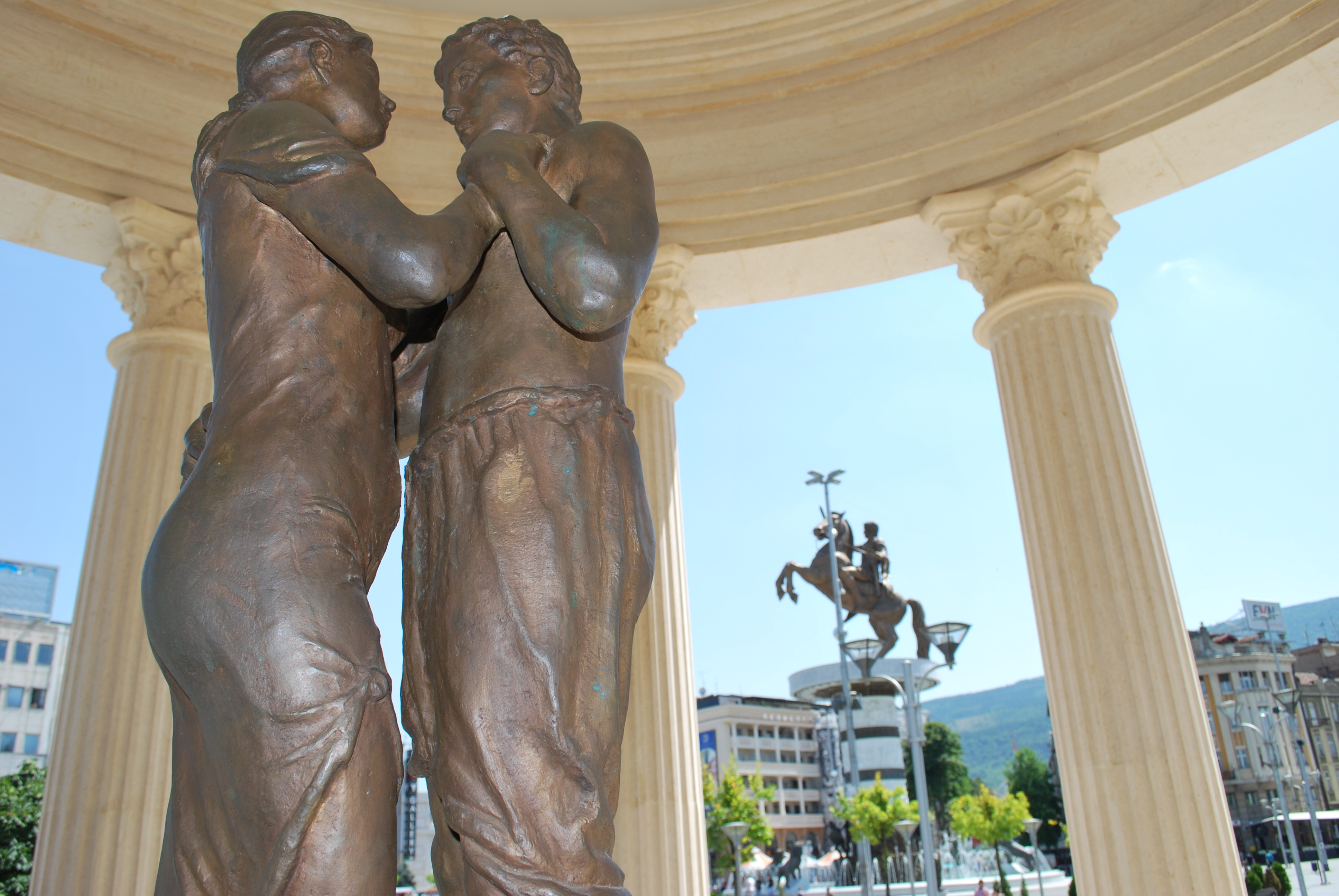
Statues dans le Pavillon.
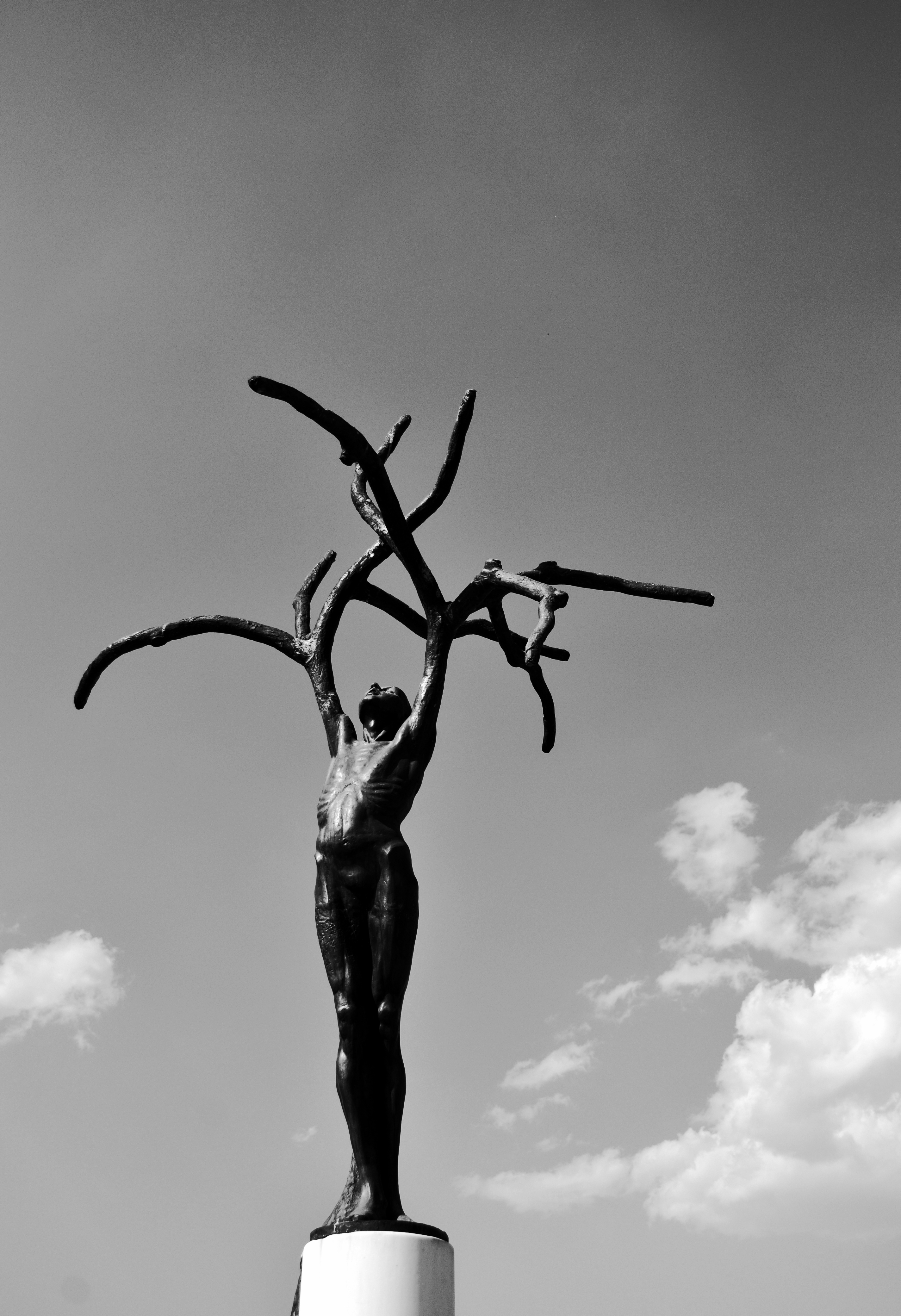
L'arbre.